# Пиетро Трибуно
Пиетро Трибуно (на италиански: Pietro Tribuno) е седемнадесети дож на Венецианската република. Управлява от 887 г. до смъртта си през 912 г.
Той е син на Доменико Трибуно и Анела, племенницата на предишния дож Пиетро I Кандиано.
Веднага след възкачването си Пиетро Трибуно започва преговори с наследниците на франкския крал Карл III, за да гарантира венецианската търговия в империята на Каролингите. Икономическите ползи от сключените договори са незабавни и през 90-те години на IX век се наблюдава чувствителен ръст на приходите от венецианската търговия.
През 898 г. маджарите за първи път нахлуват във Венеция като това ще бъде само първият набег от цяла поредица бъдещи такива. Превзети са градовете Читанова, Алтино и др. Тъй като обаче маджарите използват леки примитивни лодки, те се оказват неефикасни срещу венецианските кораби и в крайна сметка биват отблъснати. След тези нападения Пиетро Трибуно се заема да подсили отбраната на Риалто и изгражда дълга стена за защита.
Трибуно умира през 912 г. и е наследен от дожа Орсо II Партечипацио.

## Семейство
Пиетро Трибуно е женен за Ангела Санудо.